# Renault 5 EV

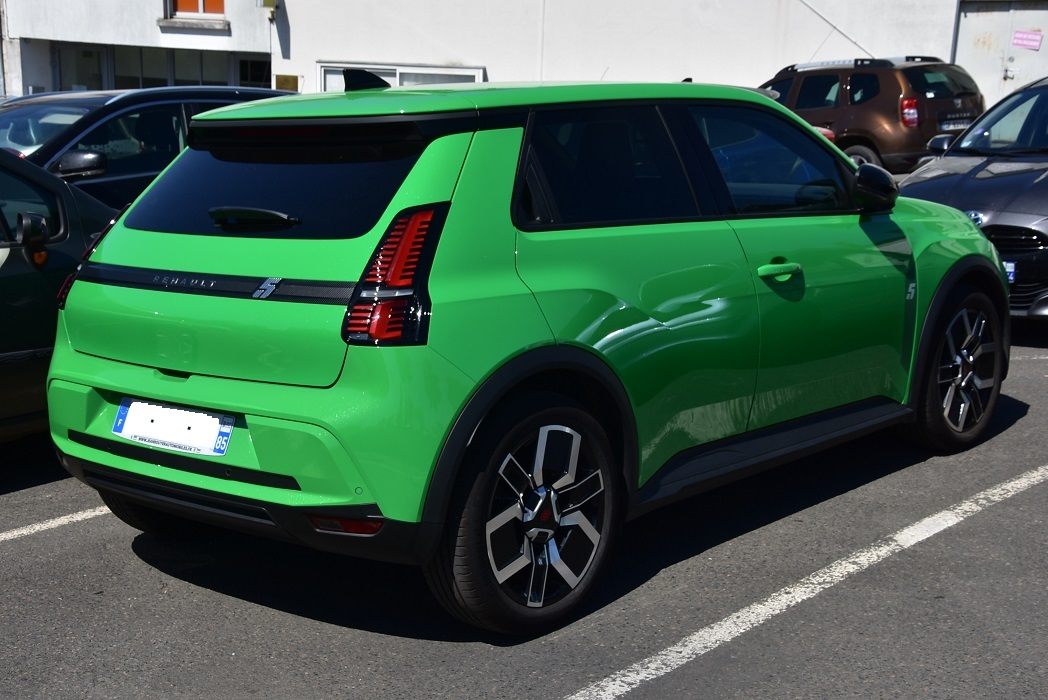
Vedere din spate, într-o parcare.

Renault intenționează să sărbătorească cea de-a 50-a aniversare a lui 5 cu un concept „sportiv și excentric” la Salonul Auto de la Paris, dar compania a început deja să testeze prototipuri, versiunea de serie urmând să fie lansată în 2024.